# Cattedrale della Trinità (Parigi)

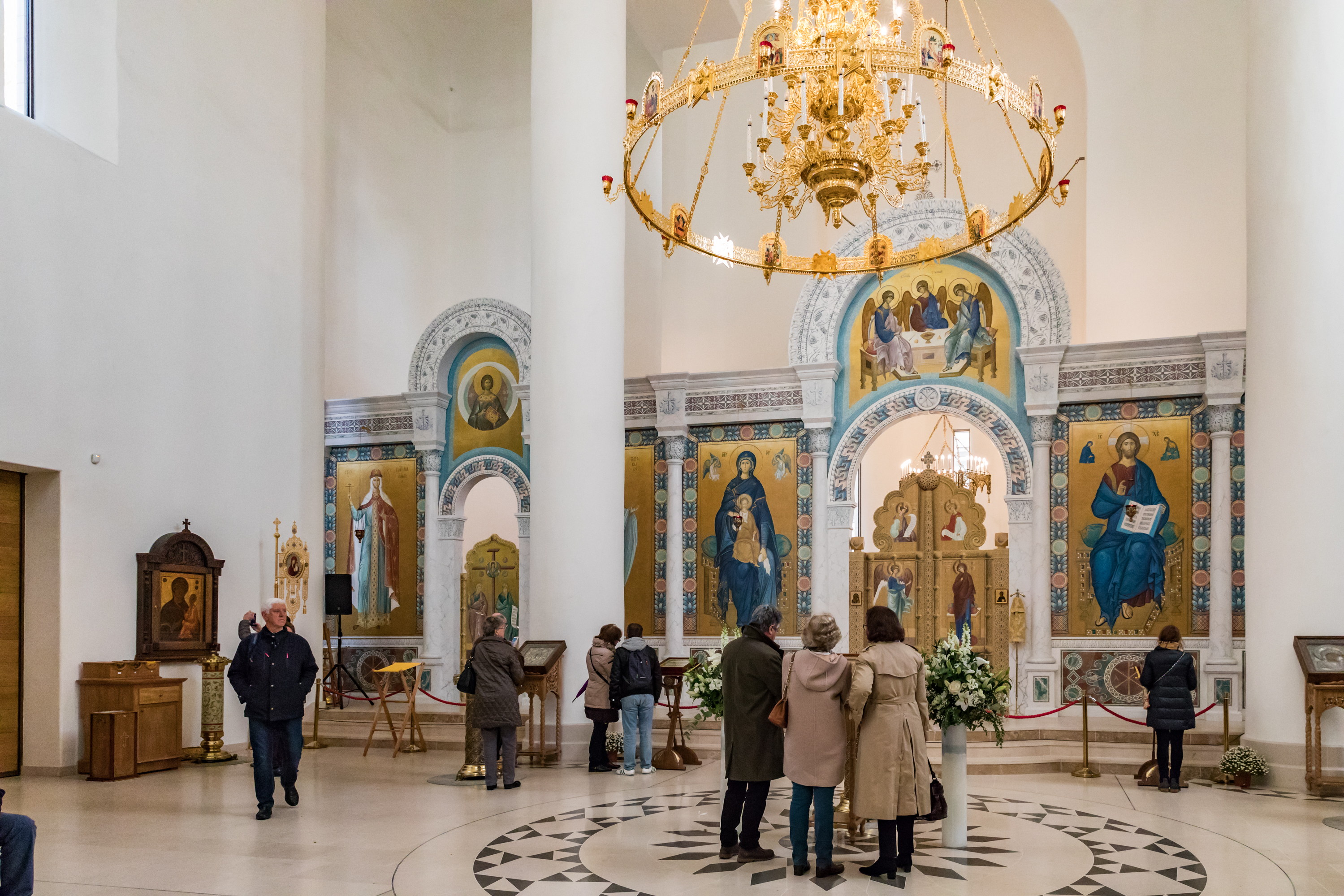
Interno

La cattedrale della Santa Trinità (in russo Свято-Троицкий собор?) è una cattedrale ortodossa situata a Parigi, sulla riva della Senna, a poca distanza dalla Torre Eiffel. Il 4 dicembre 2016, nel giorno della festa della Presentazione della Madre di Dio al Tempio, il patriarca di Mosca e di tutte le Russie Cirillo I ha consacrato la cattedrale della Santa Trinità a Parigi.

## Costruzione
Il progetto nasce nel 2007 quando Nicolas Sarkozy, recentemente eletto alla presidenza della Repubblica Francese, desidera rinforzare i legami tra la Francia e la Russia. L’allora presidente dà carta bianca alla costruzione di un grande complesso cultuale ortodosso nella capitale francese. Per concretizzare quest’accordo, lo Stato francese vende per 70 milioni di euro alla Federazione di Russia un terreno edificabile in prossimità della Torre Eiffel.
Tre anni più tardi, viene lanciato il concorso internazionale a cui parteciparono non meno di 400 architetti di tutto il mondo. Il progetto selezionato fu quello dell’architetto spagnolo d’origine russa, Manuel Nunez Yanowsky.
Il sindaco di Parigi contesta il progetto, giudicandolo inadatto al sito. Dopo di lui, altre critiche arrivarono dall'architetto degli edifici di Francia e dalla direzione regionale degli affari culturali. Di fronte a queste opposizioni, la Federazione Russa ritira la sua domanda di costruzione il 26 marzo 2013, assicurando che l’edificio religioso e culturale sarà comunque realizzato e che un nuovo progetto sarà scelto.
Viene così selezionato l’architetto francese Jean-Michel Wilmotte, classificato secondo al concorso del 2011. Quest’ultimo è apprezzato dal Cremlino, avendo lavorato recentemente sul "Grand Moscou". Il suo progetto è diverso da quello di Manuel Nunez Yanowsky, in quanto l’edificio è in gran parte ricoperto di pietre bianche di Bourgogne e, di conseguenza, più integrato all’ambiente parigino.

### Consacrazione
Nella chiesa appena consacrata il primate della Chiesa ortodossa russa ha celebrato la divina liturgia. Hanno concelebrato con il patriarca Kirill: il metropolita Innokentij di Vilnius e Lituania; il presidente del Dipartimento economico e finanziario del patriarcato di Mosca, metropolita Mark di Ryazan e Mikhailovskij; l’arcivescovo Mikhail di Ginevra ed Europa occidentale; l’arcivescovo Elisej di Surozh; il capo della Segreteria amministrativa del patriarcato di Mosca, arcivescovo Sergij di Solnechnogorsk; il vescovo Nestor di Korsun; il capo dell’Ufficio del patriarcato di Mosca per le istituzioni estere, vescovo Antonij di Bogorodsk; il vicepresidente del Dipartimento per le relazioni ecclesiastiche esterne del patriarcato di Mosca, archimandrita Filaret (Bulekov); il rettore della Chiesa dei Tre Santi Gerarchi a Parigi, arciprete Nikolaj Rebinder; il rappresentante del patriarcato di Mosca al Consiglio d’Europa, igumeno Filipp (Ryabykh); il clero della diocesi di Korsun. Tra i concelebranti c'erano i rappresentanti delle Chiese ortodosse locali: per il patriarcato ecumenico – il metropolita Emmanuel di Francia e il direttore amministrativo dell'Arcivescovado per le Chiese ortodosse russe in Europa Occidentale, arcivescovo Jean di Charioupolis; per il patriarcato di Antiochia – il metropolita Ignatij di Europa occidentale e meridionale; per la Chiesa ortodossa rumena – il metropolita Iosif di Europa occidentale e meridionale e il vescovo Mark di Neamt.